# Truncopes moderatus
Truncopes moderatus är en kvalsterart som beskrevs av Aoki och Ohkubo 1974. Truncopes moderatus ingår i släktet Truncopes och familjen Oripodidae. Inga underarter finns listade i Catalogue of Life.